# Crataegus pruinosa
Crataegus pruinosa là loài thực vật có hoa trong họ Hoa hồng. Loài này được (H.L. Wendl.) K. Koch mô tả khoa học đầu tiên năm 1853.